# Torrent de la Manyosa

El Torrent de la Manyosa, respecte del terme de Granera

El torrent de la Manyosa és un torrent del terme municipal de Granera, al Moianès.
Està situat a prop de l'extrem nord-oriental del terme, a llevant de la masia de la Manyosa, prop d'on hi ha la Font de la Manyosa. Es forma en el punt de trobada de la Serra de Granera amb el Serrat del Pedró, en el vessant sud-est del Castellar i a ponent de la Roca de l'Àliga, des d'on davalla cap al nord per tal de girar aviat cap al nord-est, cap a la masia de la Manyosa. Passa a migdia d'aquesta masia, travessant la Quintana de la Manyosa i el Camí del Marcet a la Manyosa, que segueix un bon tros pel costat nord, i es decanta cap a l'est-nord-est, al nord de la Serra Pelada, i ja més cap al nord-est, s'aboca en la riera del Marcet quasi al termenal amb Castellterçol, a migdia de la Font Canaleta.